# Niels Trolle
Niels Trolle (født 20. december 1599 på Lundenæs, død 20. september 1667) var en dansk godsejer, søofficer, rigsviceadmiral og statholder i Norge. Han var far til Corfitz Trolle.

## Uddannelse
Trolle var søn af lensmand Børge Trolle (d. 1610). Han gik to år i Herlufsholm Skole, hvorefter han blev sendt på uddannelsesrejse til Leipzig. Han vendte hjem i 1615, hvorefter han en tid var i huset hos Kansler Christen Friis til Borreby og derefter hos professor, senere biskop, Jesper Brockmand. Han rejste atter udenlands for at studere i Giessen, og efter et kort besøg hjemme i Danmark drog han ud på en længere udenlandsrejse, hvor han blandt andet opholdt sig i Strasbourg, ved universitetet i Padua, hvor han immatrikuleredes 1621, og i Frankrig og England. Da han kom hjem i 1623, blev han hofjunker i et par år og fulgte Christian IV til Tyskland i Kejserkrigens første år.
Den 23. juli 1626 giftede han sig med Mette Corfitzdatter Rud; han blev ritmester ved den sjællandske 1628 og fem år senere ved den skånske rostjeneste; og i 1634 blev han udnævnt til lensmand på Københavns Slot, hvor han var, til han i 1641 fik Roskilde Len i stedet. Imidlertid var hans Mette Rud død 25. februar 1632, og han havde giftet sig igen 16. oktober 1636 med Helle Rosenkrantz, datter af Holger Rosenkrantz til Glimminge.

### Karriere
Efter flere gange at have været befuldmægtiget for adelen på stændermøder, blev han i 1638 blevet valgt til landkommissær i Sjælland, og i 1639 blev han medlem af Admiralitetsretten på Bremerholm. Ved Torstenssonkrigens udbrud i 1643 blev han generalproviantkommissær, men i foråret 1645 tilbød kongen ham en langt større stilling, nemlig som rigsviceadmiral. Han ville dog først ikke modtage denne stilling, idet han med megen grund "prætenderede sin Uforfarenhed udi slig en høj Office", for han havde praktisk taget aldrig tidligere haft med søvæsenet at gøre, men til sidst gav han alligevel efter og overtog stillingen omkring 1. juni; samtidig blev han medlem af Rigsrådet.
Han kom dog ikke til at spille nogen større rolle som flådefører; i juni fik han vel ordre om at søge at undsætte Bornholm, men allerede før ordrens udstedelse var øen faldet i fjendernes hånd. Desuden var flåden i slet tilstand, og hans virksomhed kom til at indskrænke sig til at holde den inden for Københavns Havn. Han så med stor bitterhed på Nederlandenes optræden. I august sluttedes Brømsebrofreden, og i september deltog han i ratifikationernes udveksling i Markaryd, hvorpå flåden blev aftaklet. Krigsbegivenhederne fik dog for hans vedkommende et efterspil, idet Christian IV blev meget forbitret over hans holdning under processen for herredagen i 1646 mod hans svigerfar Holger Rosenkrantz i anledning af Bornholms overgivelse.
1647 var han medlem af en kommission til at undersøge finansernes tilstand, i august 1648 fulgte han Frederik III til hyldingen på Akershus og modtog samme år ridderslaget af kongen. I februar 1650 var han end videre medlem af en kommission til at give betænkning om søetaten, men i januar 1651 fik han sin afsked som rigsviceadmiral på grund af svagelighed. Han hørte nu til Hannibal Sehesteds og Corfitz Ulfeldts modstandere, og efter dennes fald fik han i juli 1651 sæde i den revisionskommission, der skulle undersøge leverancerne til Holmen. I 1655 blev han medlem af det nyoprettede Admiralitet.
En langt vigtigere virksomhed var ham dog endnu forbeholdt, idet han, der allerede havde været stærkt på tale som tilkommende statholder i Norge 1651 efter Hannibal Sehesteds fald, i 1656 efter Gregers Krabbes død udnævntes dertil og samtidig fik Akershus Len i stedet for Roskilde. Rimeligvis har han dog ikke heller her været den rette mand til pladsen; i alt fald angreb senere generalløjtnant Jørgen Bielke ham stærkt for hans modløshed og uvirksomhed under den anden krig med Sverige 1658-60; ikke mindre lader Jørgen Bielke det gå ud over hans hustru. I 1660 var han tilstede ved det store stændermøde i København; han regnedes da for en af de rigsråder, der var mest forbitrede over kongens planer; i dagene omkring 10. oktober tillagdes der ham den ytring: "Er det saaledes ment, at vi paa denne Maade skulle miste vor Frihed?", mens der på den anden side gik rygter om, at han var blevet pryglet af en københavnsk borger. Som sine fæller bøjede han sig dog, var rigsrådets og vel også adelens ordfører ved arveerklæringens overdragelse 13. oktober, og ved arvehyldingen 18. oktober bar han rigssværdet; 7. november aflagde han den nye rådsed. Samtidig havde han også haft personlige fortrædeligheder i anledning af oberst Jørgen Løvenklaus' angreb på ham; i oktober var det kommet til heftige sammenstød mellem dem ved forhørene for en i den anledning nedsat kongelig kommission. I marts 1661 fik han dog den oprejsning, at Højesteret frikendte ham for alle Løvenklaus' beskyldninger og dømte hans modstander til at lide som en løgner; han havde dog beklaget sig over, at han skulle dømmes af en domstol, hvori der sad andre end hans lige.

### Den sidste tid
Snart efter var imidlertid hans dage som statholder endte, idet han i september 1661 afløstes af Iver Krabbe. Han tog derefter ophold i København, men optoges ikke i noget af de nye forvaltningskollegier; kun højesteret blev han medlem af som de andre gamle rigsråder. Han følte sig også stærkt tilsidesat ved de nye rangbestemmelser af 1662 og regnedes endnu flere år efter iblandt regeringens modstandere; tilmed havde han den græmmelse, at hans gård på Østergade afbrændte 1666. Dog kom han endnu til hoffet, og på en køretur med kongen ved Frederiksborg i juli 1667 kom han til skade. Den 20. september samme år døde han. Han blev begravet i Roskilde Domkirke i det kapel, som han i 1644 havde fået tilladelse af Christian IV til at indrette. Hans hustru overlevede ham til 22. november 1685. Foruden Trollholm slot på Sjælland, til hvilket gods han 1648 havde fået birkeret, ejede han på Sjælland Ryegård, Jonstrup og Snedinge, Krumstrup på Fyn, Pallesbjerg i Jylland samt Skarholt i Skåne, hvilken sidste gård han dog allerede tidlig havde afstået til sin søn Corfitz Trolle.